# Йозеф Даньо
Йозеф Даньо (словац. Jozef Daňo; 28 грудня 1968, м. Нітра, ЧССР) — словацький хокеїст, лівий нападник. 
Вихованець хокейної школи ХК «Нітра». Виступав за ХК «Нітра», «Дукла» (Тренчин), «Железарни» Тржинець, «Ак Барс» (Казань), ХКм «Зволен», ХК «Целль-ам-Зе», ХК «Спішска Нова Вес».
У чемпіонатах Словаччини — 132 матчі (52+74). У чемпіонатах Чехії — 249 матчів (100+142). В чемпіонатах Росії — 10 матчів (2+2). 
У складі національної збірної Словаччини провів 117 матчів (45 голів); учасник зимових Олімпійських ігор 1994 і 1998 (12 матчів, 4+3), учасник чемпіонатів світу 1994 (група C), 1995 (група B), 1996, 1997, 1998 і 1999 (18 матчів, 8+7).
Син: Марко Даньо.
Досягнення
- Чемпіон Словаччини (1994), срібний призер (1995)
- Срібний призер чемпіонату Чехії (1998), бронзовий призер (1999).